# Partido Awami de Baluchistán
Partido Awami de Baluchistán (BAP) (en urdu: بلوچستان عوامی پارٹی) es un partido político establecido en la Provincia de Baluchistán, Pakistán, el cual fue fundado en 2018 por disidentes políticos de la Liga Musulmana de Pakistán (N) y la Liga Musulmana de Pakistán (Q) en Balochistan.
El partido  surgió como el partido político más grande de Baluchistán a raíz de las elecciones generales de Pakistán de 2018. Tras ello, encabezaron un gobierno de coalición en la provincia y también es parte de la coalición gobernante de la Asamblea Nacional de Pakistán.

## Orígenes
El 24 de diciembre de 2015, Sanaullah Zehri, militante de la Liga Musulmana de Pakistán (N) fue nombrado Ministro en Jefe de Baluchistán. Su período duró dos años, finalizando el 2 de enero de 2018, debido a que los disidentes de su propio partido se rebelaron en su contra, y decidieron apoyar la oposición en una moción de censura en su contra. Temiendo una derrota, Zehri renunció a su cargo el 9 de enero de 2018, y fue sucedido 4 días después por Abdul Quddus Bizenjo el 13 de enero. Este incidente fue un duro revés para el PML-N en la provincia.
Dos meses después, en las elecciones senatoriales, el PML-N no obtuvo un solo escaño en la provincia. En cambio, los candidatos independientes apoyados por el gobierno provincial obtuvieron 6 de los 11 escaños que se presentaron en las elecciones. Esto también fue un duro golpe para el PML-N. 
Además, este grupo de senadores, con el apoyo del gobierno provincial, decidieron postular su propio candidato para la elección de un presidente en el Senado. Este grupo fue apoyado por el Movimiento por la Justicia de Pakistán, el Partido del Pueblo Pakistaní y muchos otros partidos, decidieron elegir como candidato a Sadiq Sanjrani como Presidente de Senado, obteniendo 57 de los 103 votos.

## Fundación
Tras estos acontecimientos, surgieron los rumores de la formación de un nuevo partido político. El 29 de marzo de 2018, Saeed Hashmi y Anwaar ul Haq Kakar anunciaron la creación del BAP, y declaró que contaban con el apoyo de 32 de los 65 legisladores en la Asamblea Provincial de Baluchistán.
El 16 de mayo de 2018, el partido eligió a Jam Kamal Khan, exministro Federal de Estado del Petróleo, como su líder.

## Elecciones

### Elecciones generales de 2018
Dada a su joven existencia, el partido ha participado en una elección: las elecciones generales de 2018. Durante la campaña, se presentaron 67 candidatos para los escaños provinciales de Baluchistán, de los cuales 19 resultaron elector (15 PA, 4 NA).
Este resultado permitió a que el partido gobernara la provincia. Junto con ellos, estableció una alianza con el Movimiento por la Justicia de Pakistán, para formar un gobierno federal, apoyándolos con sus 5 representantes.

## Historial electoral

### Asamblea Nacional
| Elección | Líder          | Votos   | Votos | Escaños | Escaños | Posición | Gobierno                                                         |
| Elección | Líder          | #       | %     | #       | ±       | Posición | Gobierno                                                         |
| -------- | -------------- | ------- | ----- | ------- | ------- | -------- | ---------------------------------------------------------------- |
| 2018     | Jam Kamal Khan | 319 348 | 0.60  | 5/342   | 5       | 5.º      | Partido gobernante con el Movimiento por la Justicia de Pakistán |

### Asamblea Provincial de Baluchistán
| Elección | Líder          | Votos   | Votos | Escaños | Escaños | Posición | Gobierno                                                         |
| Elección | Líder          | #       | %     | #       | ±       | Posición | Gobierno                                                         |
| -------- | -------------- | ------- | ----- | ------- | ------- | -------- | ---------------------------------------------------------------- |
| 2018     | Jam Kamal Khan | 446 795 | 24.59 | 24/65   | 24      | 1.º      | Partido gobernante con el Movimiento por la Justicia de Pakistán |